# Turkije op het Eurovisiesongfestival 1984
Turkije deed mee aan het Eurovisiesongfestival 1984 in Luxemburg, Luxemburg. Het was de 7de deelname van het land op het Eurovisiesongfestival. Het lied werd gekozen door middel van een nationale finale. 

## Selectieprocedure
De kandidaat voor Turkije op het Eurovisiesongfestival werd gekozen door een nationale finale die plaatsvond op 25 februari 1984 in de studio's van de nationale omroep TRT. In totaal werden er 3 liedjes gekozen die allemaal meededen in de finale. De winnaar werd gekozen door een jury.
| Plaats | Lied                     | Artiest                    |
| ------ | ------------------------ | -------------------------- |
| 1      | Halay                    | Beş Yıl Önce, On Yıl Sonra |
| 2      | Olmaz Olsun              | Neco                       |
| 3      | O Şarkıyı Henüz Yazmadım | Neco                       |

## In Luxemburg
In Luxemburg trad Turkije op als 15de land net na Duitsland en voor Finland. Op het einde van de stemming bleek dat ze 37 punten gekregen te hebben en dat ze daarmee op de 12de plaats eindigden. 

### Gekregen punten

#### Finale
| 12 punten             | 10 punten     | 8 punten  | 7 punten  | 6 punten               |
| --------------------- | ------------- | --------- | --------- | ---------------------- |
|                       | - Joegoslavië |           |           | - Zweden - Zwitserland |
| 5 punten              | 4 punten      | 3 punten  | 2 punten  | 1 punt                 |
| - Verenigd Koninkrijk | - België      | - Finland | - Ierland | - Nederland            |

### Punten gegeven door Turkije

#### Finale
Punten gegeven in de finale:
| 12 punten | Spanje              |
| 10 punten | Ierland             |
| 8 punten  | Joegoslavië         |
| 7 punten  | Italië              |
| 6 punten  | Finland             |
| 5 punten  | België              |
| 4 punten  | Luxemburg           |
| 3 punten  | Zweden              |
| 2 punten  | Denemarken          |
| 1 punt    | Verenigd Koninkrijk |